# Арборист
Арбори́ст (от лат. Arbor — «дерево», англ. Tree Surgeon — «древесный хирург») — древовод, специалист по обслуживанию деревьев и по уходу за ними как за индивидуальными организмами (тогда как за лесными сообществами обычно ухаживают лесоводы). Арборист должен либо иметь общее образование по специальности, либо пройти специальные курсы.
Система знаний и практических мер, объединяемых целью распознавать, лечить и предупреждать болезни и повреждения деревьев называется «арбористикой».
Важную роль в возникновении современной отрасли ухода за деревьями в урбанизированной среде сыграл Джон Дэви, которого называют «отцом древесной хирургии». Большой вклад в формирование американской арбористической отрасли внесли Фрэнсис Бартлетт и Алекс Шиго). В Германии значительные работы по арбористике выполнил Михаэль Маурер (Michael Maurer).
Кроме получения образования по специальности арбористу нужно овладеть навыками пользования альпинистским снаряжением, и иметь хотя бы минимальную подготовку для выполнения работ на высоте. Это позволяет добираться до деревьев, находящихся в труднодоступных местах, а также производить необходимые операции с высокими деревьями. Арбористы удаляют фаутные (от англ. faut — «дефект») участки деревьев (с повреждениями и дефектами ствола различного происхождения), устраняют их части, представляющие опасность. Старые деревья с серьёзными дефектами спиливают под корень, делая это (чтобы не повредить ближайшие объекты) по частям, и спуская каждый фрагмент на землю с помощью верёвки и лебёдки.
В последнюю пятницу апреля в США отмечается Праздник древонасаждения (День арбориста).